# Роберт Райнс
Роберт Райнс (англ. Robert Rines; 30 серпня 1922 — 1 листопада 2009) — американський правник, науковець, винахідник і композитор. Він прославився як один із творців сучасних радарів і сонарів, а також як переконаний прихильник існування Лох-Несського чудовиська.
В цілому винахіднику належало понад 80 патентів. Серед них був патент, який дозволив створити технологію радарів високої роздільної здатності. Ця технологія інтенсивно застосовувалася, наприклад, при створенні ракет Patriot.
Крім цього Райнса взяв участь у створенні сучасних сонарів та апаратів для УЗД. Зокрема, створений вченим інструмент використовувався для пошуку «Титаніка». Крім цього Райнс в 1972 провів сканування озера Лох-Несс в пошуках чудовиська, яке йому, за його власними словами, довелося спостерігати особисто.
Протягом 45 років свого життя Роберт Райнс викладав у Массачусетському технологічному інституті курси, присвячені інтелектуальній власності. Крім цього він займався постановкою мюзиклів, за один з яких навіть отримав «Еммі».
Райнс помер у віці 87 років від зупинки серця у своєму будинку в Бостоні в оточенні родини.